# Claudio Zaro
Claudio Zaro (Isola d'Istria, 4 ottobre 1921 – Chicago, 4 gennaio 2001) è stato un calciatore italiano, di ruolo centrocampista.

## Carriera
Cresciuto nell'Ampelea, entrò nell'orbita del Venezia nel 1940 lasciandolo una stagione in prestito ancora al club di Isola d'Istria e un'ulteriore stagione alla Fiumana.
Ha militato in Serie A con la maglia del Venezia, raccogliendo 7 presenze nella stagione 1945-1946.